# …And Then There Was X
Az …And Then There Was X DMX amerikai rapper  harmadik stúdióalbuma, amely 1999. december 21-én jelent meg.
Az első kislemez a klubokban is híres What’s My Name? volt, amely a televíziókban és rádiókban már nem annyira volt népszerű. Az albumból az első héten 698 ezer darabot adtak el, végül ötszörös platinalemez lett, így ez DMX legtöbbet eladott albuma.első héten 698 ezer darabot adtak el, végül ötszörös platinalemez lett, így ez DMX legtöbbet eladott albuma[forrás?] Megjelenésekor rögtön a Billboard lista első helyén debütált, így X lett az első olyan rapper, akinek egymás után három lemeze is rögtön az élen kezdett.
A következő kislemez a party/klub-himnusz Party Up (Up in Here) volt, amely jelentősen megnövelte az album eladásait. A lemezt ezen kívül olyan mély és önelemző dalok jellemzik mint a Fame, vagy a Here We Go Again, amelyek X harcát mutatják be önmaga ellen, az utcán. A What These Bitches Want tipikus DMX dal, az R&B sztár Sisqó közreműködésével. A szám kislemezként is megjelent, a címet What You Want-ra változtatták, készült hozzá egy nagy költségvetésű videóklip, Hype Williams rendezésével. Az albumon helyet kaptak az olyan agresszív és erőszakos tartalmú dalok,  mint a Don’t You Ever, a Coming For Ya, vagy a The Professional, amelyben DMX egy bérgyilkos mindennapi életét mutatja be.
Bár nem a legjobb munkája, az ...And Then There Was X albumot rendkívül jól fogadta a közönség és a kritika is dicsérte, de a stílusa kommersz és rádióbarát irányba terelődött; ez ellentétben állt a korábbi albumaival, melynek lényege a gótikus és vallási felhang (elsősorban a pokol és a rossz tettek közötti kapcsolat), valamint a véres és brutális borító, mint például a Flesh of My Flesh, Blood of My Blood esetében.

## Dalok listája
| #  | Cím                                  | Producer(ek)                                   | Közreműködő(k)    | Hossz | Sample(k)                                            |
| -- | ------------------------------------ | ---------------------------------------------- | ----------------- | ----- | ---------------------------------------------------- |
| 1  | "The Kennel" (Skit)                  |                                                |                   | 0:36  |                                                      |
| 2  | "One More Road to Cross"             | Swizz Beatz                                    |                   | 4:20  |                                                      |
| 3  | "The Professional"                   | P. Killer Trackz                               |                   | 3:35  |                                                      |
| 4  | "Fame"                               | Dame Grease                                    |                   | 3:37  |                                                      |
| 5  | "A Lot to Learn" (Skit)              |                                                |                   | 0:39  |                                                      |
| 6  | "Here We Go Again"                   | DJ Shok                                        |                   | 3:52  |                                                      |
| 7  | "Party Up (Up in Here)"              | Swizz Beatz                                    |                   | 4:28  |                                                      |
| 8  | "Make a Move"                        | P. Killer Trackz                               |                   | 3:33  |                                                      |
| 9  | "What These Bitches Want"            | Nokio                                          | Sisqó             | 4:13  |                                                      |
| 10 | "What’s My Name?"                    | Self & Irv Gotti                               |                   | 3:52  |                                                      |
| 11 | "More 2 a Song"                      | P. Killer Trackz                               |                   | 3:42  |                                                      |
| 12 | "Don’t You Ever"                     | Swizz Beatz                                    |                   | 3:48  |                                                      |
| 13 | "The Shakedown" (Skit)               |                                                |                   | 0:35  |                                                      |
| 14 | "D-X-L (Hard White)"                 | Dame Grease                                    | The Lox & Drag-On | 4:21  |                                                      |
| 15 | "Comin' for Ya"                      | Swizz Beatz                                    |                   | 4:02  |                                                      |
| 16 | "Prayer III"                         |                                                |                   | 1:59  |                                                      |
| 17 | "Angel"                              | Irv Gotti                                      | Regina Bell       | 5:07  |                                                      |
| 18 | "Good Girls, Bad Guys" (Bonus Track) | P. Killer Trackz & Charly (Shuga Bear) Charles | Dyme              | 3:55  | • Contains an interpolation of "Call Me" (R. Mutler) |

## Lista helyezések
| Lista (1999)                          | Helyezés |
| ------------------------------------- | -------- |
| Canadian Albums Chart                 | 6        |
| German Albums Chart                   | 46       |
| Netherlands Albums Chart              | 64       |
| U.S. Billboard 200                    | 1        |
| U.S. Billboard Top R&B/Hip-Hop Albums | 1        |